# Lithophaga bisulcata
Lithophaga bisulcata är en musselart som först beskrevs av d'Orbigny 1842.  Lithophaga bisulcata ingår i släktet Lithophaga och familjen blåmusslor. Inga underarter finns listade i Catalogue of Life.